# Dicranales
Dicranales é uma ordem botânica  de musgos da subclasse Dicranidae. 

## Familias
A ordem Dicranales integra as seguintes famílias:
- Bruchiaceae
- Calymperaceae
- Dicranaceae
- Ditrichaceae
- Erpodiaceae
- Eustichiaceae
- Fissidentaceae
- Hypodontiaceae
- Leucobryaceae
- Rhabdoweisiaceae
- Rhachitheciaceae
- Schistostegaceae
- Viridivelleraceae